# 第59回全国高等学校ラグビーフットボール大会
第59回全国高等学校ラグビーフットボール大会は、1979年（昭和54年）12月30日から1980年（昭和55年）1月7日まで花園ラグビー場にて行われた全国高等学校ラグビーフットボール大会である。優勝校は、東京第1地区代表の目黒高校(現：目黒学院高)で、3年ぶり5回目の全国制覇を成し遂げた。

## 概要
この大会よりシード制が採用された。初戦からの強豪校同士の対戦を避け、大会の盛り上がりを持続させるための採用である。また従来準々決勝以降の組み合わせはその都度抽選で決めていたものを決勝まで一挙に組み合わせた。(第82回大会より、準々決勝以降は再抽選を行う方式に戻された。)

## 日程
- 12月30日1回戦
- 1月1日 2回戦
- 1月3日 準々決勝
- 1月5日 準決勝
- 1月7日 決勝

## 出場校
- 北北海道 旭川竜谷 （2年連続2回目）
- 南北海道 札幌清田 （2年連続2回目）
- 北東北 秋田工（秋田県） （3年連続40回目）
- 中東北 黒沢尻工（岩手県） （3年連続11回目）
- 南東北 石巻（宮城県） （初出場）
- 東関東 日立一（茨城県） （2年連続2回目）
- 北関東 熊谷工（埼玉県） （4年連続12回目）
- 南関東 日川（山梨県） （2年連続11回目）
- 東京第1 目黒 （13年連続13回目）
- 東京第2 保善 （3年ぶり21回目）
- 神奈川 日大高 （初出場）
- 北越 新潟工（新潟県） （14年連続14回目）
- 北陸 羽咋工（石川県） （2年ぶり8回目）
- 信静 清水南（静岡県） （5年連続8回目）
- 愛知 名古屋工 （2年ぶり5回目）
- 三岐 関商工（岐阜県） （3年連続8回目）

- 京滋 伏見工（京都府） （初出場）
- 大阪第1 浪商 （2年ぶり8回目）
- 大阪第2 大阪工大高 （7年連続8回目）
- 兵庫 報徳学園 （5年連続12回目）
- 紀和 天理(奈良県)（6年連続36回目）
- 東中国 広島工（広島県） （12年連続13回目）
- 西中国 山口農（山口県） （3年ぶり11回目）
- 北四国 新田（愛媛県）（2年連続20回目）
- 南四国 城南（徳島県） （42年ぶり2回目）
- 福岡 筑紫丘 （初出場）
- 中九州 佐賀工（佐賀県） （2年連続9回目）
- 長崎 諫早農 （2年連続8回目）
- 大分 大分舞鶴 （2年連続19回目）
- 宮崎 都城 （3年ぶり2回目）
- 南九州 宮之城（鹿児島県） （5年ぶり2回目）
- 前年度優勝校:国学院久我山（東京都） （2年連続10回目）

## シード校
- 第1シード 目黒高
- 第2シード 大阪工大高
- 第3シード 國學院久我山高
- 第4シード 大分舞鶴高
- 第5シード 秋田工高
- 第6シード 伏見工高
- 第7シード 黒沢尻工高
- 第8シード 関商工高

## 得点内訳の表示の変更
前回までは、トライ後のゴールが失敗したものを「トライ」 (T)、成功したものを「ゴール」 (G) と数えていたが、今大会より現在の方法に改められた。
今大会の決勝戦を例に挙げると、前回までなら目黒1T2G、久我山2T1Gと表示していた。

## 試合時間
※1回戦は25分ハーフで行い、2回戦以降は30分ハーフで行う。同点で終了した場合は抽選にて次回出場校を決める。

## 試合

### 1回戦
- 目黒 27 - 0 新田
- 報徳学園 10 - 8 札幌清田
- 熊谷工 46 - 14 城南
- 日川 19 - 12 関商工
- 秋田工 41 - 6 浪商
- 日大高 13 - 4 佐賀工
- 清水南 26 - 0 宮之城
- 大分舞鶴 52 - 0 名古屋工

- 国学院久我山 24 - 4 筑紫丘
- 天理 29 - 9 保善
- 石巻 12 - 11 山口農
- 伏見工 40 - 0 新潟工
- 黒沢尻工 19 - 8 都城
- 広島工 35 - 3 羽咋工
- 旭川竜谷 24 - 16 諫早農
- 大阪工大高 46 - 0 日立一

### 2回戦
- 目黒 24 - 3 報徳学園
- 日川 24 - 10 熊谷工
- 秋田工 16 - 9 日大高
- 大分舞鶴 57 - 6 清水南

- 国学院久我山 14 - 9 天理
- 伏見工 42 - 3 石巻
- 黒沢尻工 24 - 7 広島工
- 大阪工大高 80 - 0 旭川竜谷

### 準々決勝
- 目黒 25 - 6 日川
- 大分舞鶴 22 - 13 秋田工

- 国学院久我山 26 - 4 伏見工
- 大阪工大高 26 - 12 黒沢尻工

### 準決勝
- 目黒 19 - 3 大分舞鶴
- 国学院久我山 3 - 3 大阪工大高

### 決勝
- 目黒（3年ぶり5回目） 16 - 14 国学院久我山